# Vrábsko
Vrábsko je malá vesnice, část obce Smetanova Lhota v okrese Písek v Jihočeském kraji. Nachází se asi 2,5 kilometru severovýchodně od Smetanovy Lhoty. Je zde evidováno 32 adres. V roce 2011 zde trvale žilo 24 obyvatel.
Vrábsko leží v katastrálním území Smetanova Lhota o výměře 13,05 km².

## Historie
První písemná zmínka o vesnici pochází z roku 1790.

## Obyvatelstvo
| Rok            | 1869 | 1880 | 1890 | 1900 | 1910 | 1921 | 1930 | 1950 | 1961 | 1970 | 1980 | 1991 | 2001 | 2011 | 2021 |
| -------------- | ---- | ---- | ---- | ---- | ---- | ---- | ---- | ---- | ---- | ---- | ---- | ---- | ---- | ---- | ---- |
| Počet obyvatel | 193  | 179  | 150  | 160  | 143  | 145  | 147  | 103  | 99   | 75   | 51   | 31   | 29   | 24   | 33   |
| Počet domů     | 22   | 22   | 22   | 22   | 22   | 22   | 27   | 30   | 28   | 24   | 20   | 25   | 31   | 31   | 30   |

## Obecní správa
Při sčítání lidu v letech 1850–1879 Vrábsko bylo osadou obce Varvažov v okrese Písek. Od roku 1880 je částí obce Smetanova Lhota v okrese Písek.

## Pamětihodnosti
- Návesní kaple se nachází ve vesnici jižním směrem v aleji. Kaple je zasvěcená Nejsvětějšímu Srdci Ježíšově.[10]
- U silnice ve vsi se nalézá drobný kříž.

## Galerie

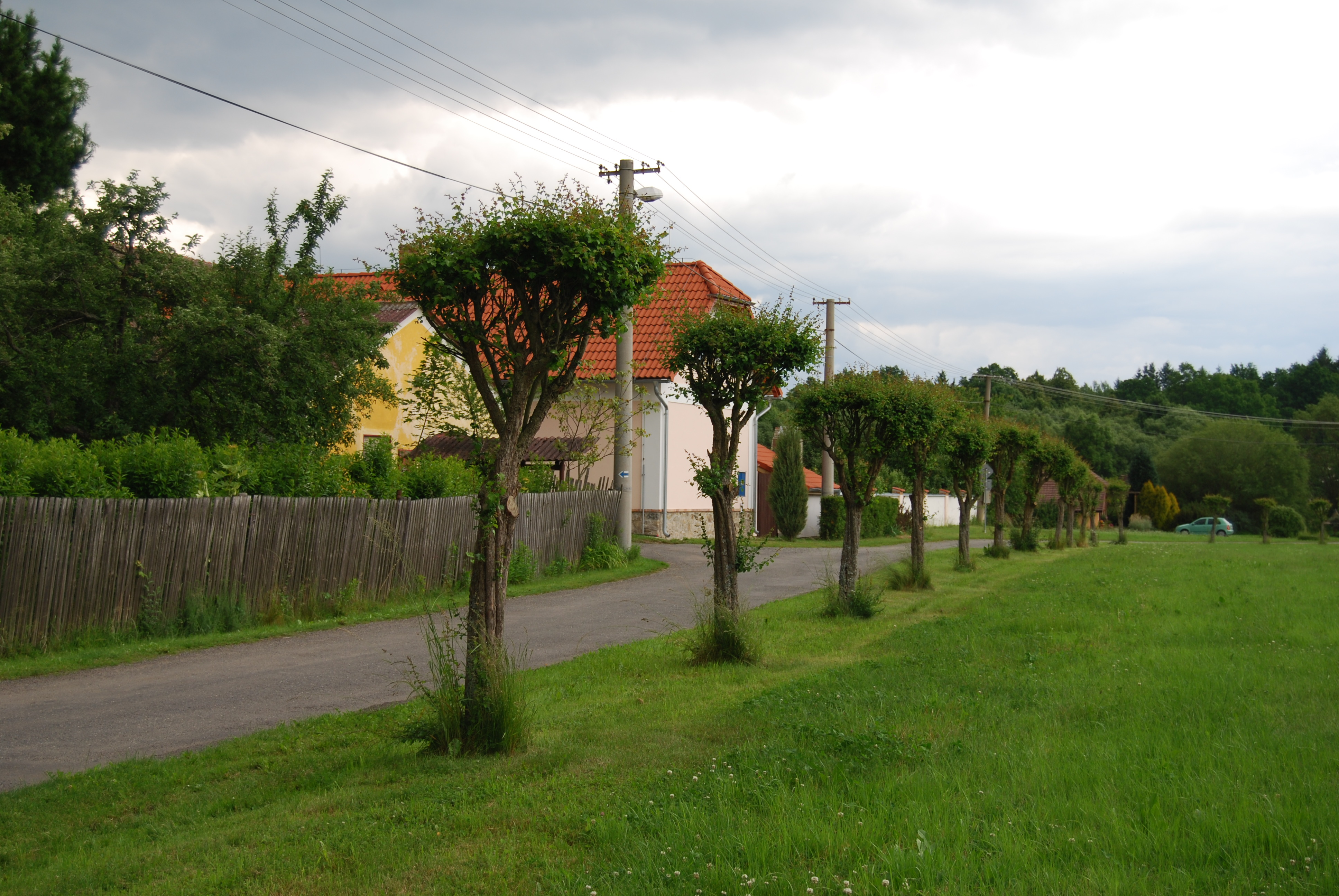
Pohled na část vesnice
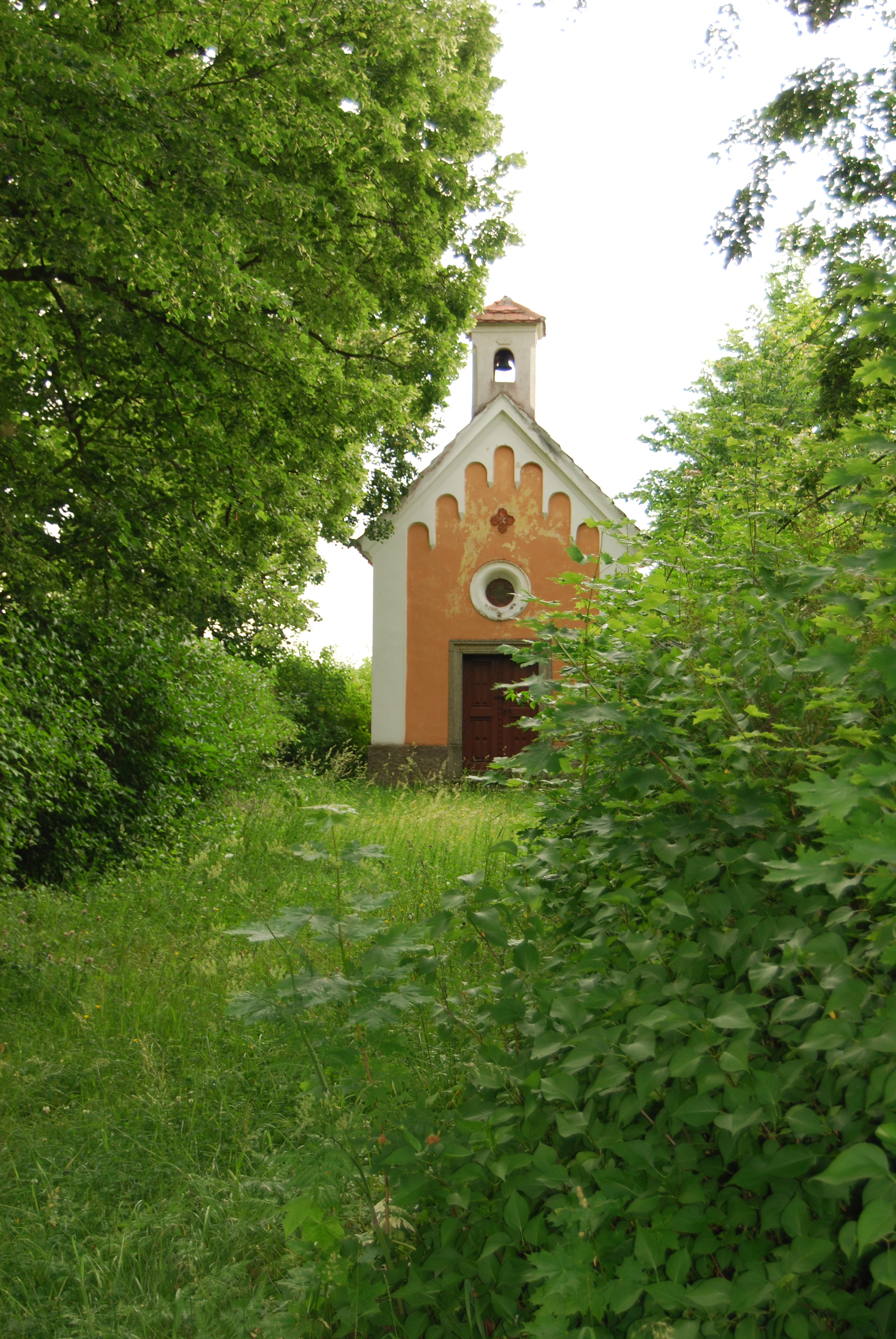
Návesní kaple
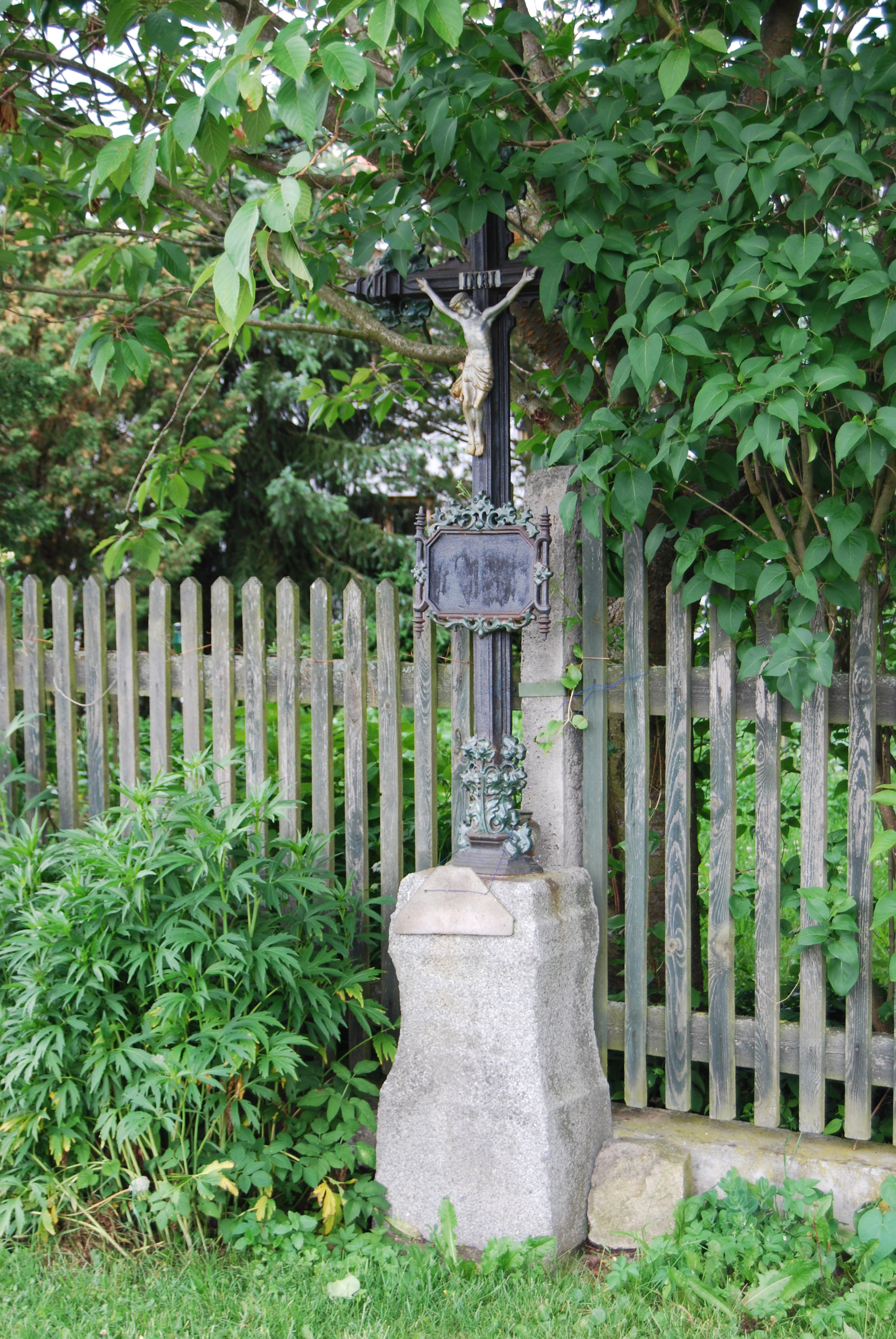
Kříž ve vsi